# ليمور رمادي الرأس
ليمور رمادي الرأس أو هبّار رمادي الرأس (الاسم العلمي: Eulemur cinereiceps)، نوع من الرئيسيات يتبع جنس الليمور الحقيقي وفصيلة الليموريات. وهو حيوان متوسط القد. موطنه جنوب شرق مدغشقر. هو مهدد بشدة بسبب الصيد وفقدان الموائل، وكان يعتبر من بين 25 رئيسًا الأكثر تهديدًا بالانقراض في الفترة 2006-2008.